# Sultanat de Paser
1516–1908

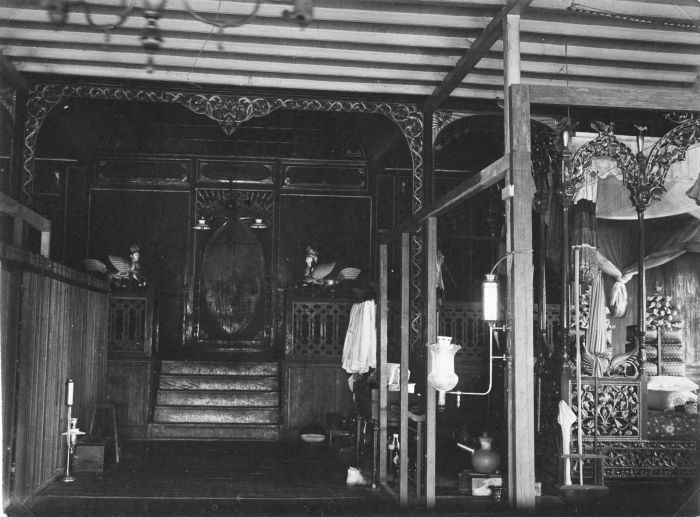
Le palais du sultan de Paser en 1910-1925

Le sultanat de Paser était un État princier d'Indonésie situé dans l'actuelle province de Kalimantan oriental sur l'île de Bornéo. Aujourd'hui, Paser est un kabupaten (département) de la province.

## Histoire
Le nom de « Pasir » est mentionné dans le Nagarakertagama, un poème épique écrit en 1365 dans le royaume javanais de Majapahit, parmi les quelque cent « contrées tributaires » du royaume. En réalité, le territoire contrôlé par Majapahit ne s'étendait que sur une partie de l'est et du centre de Java. Les « contrées tributaires » étaient en fait des comptoirs formant un réseau commercial dont Majapahit était le centre. Majapahit y envoyait des dignitaires dont le rôle était de s'assurer que ces comptoirs ne s'adonnaient pas à un commerce privé qui échapperait au royaume. Pasir faisait donc partie des royaumes qui commerçaient avec Majapahit.
Le royaume de Sadurangas est créé en 1516, avec pour première souveraine Putri Di Dalam Petung. Le territoire de Sadurangas recouvrait les actuels kabupaten de Paser et de Penajam Paser du Nord dans le sud de la province de Kalimantan oriental et d'une partie de la province de Kalimantan du Sud.
À partir de 1667, les souverains de Pasir portent le titre musulman de sultan.
Le sultanat ne faisait pas partie de l'éphémère République des États-Unis d'Indonésie (27 décembre 1949-17 août 1950).
L'ancien palais royal à Pasir Belengkong est aujourd'hui un musée.

## Les souverains de Pasir

### Sandurangas
- Ratu (reine) Putri Di Dalam Petung (Sri Sukma Dewi Aria Manau Deng Giti) 1516 – 1567
- Raja Aji Mas Patih Indra 1567 – 1607
- Raja Aji Mas Anom Indra 1607 – 1644
- Raja Aji Anom Singa Maulana 1644 – 1667

### Le sultanat
- Sultan Panembahan Sulaiman I (Adjie Perdana) 1667 – 1680
- Sultan Panembahan Adam I (Aji Duwo) 1680 – 1705
- Sultan Aji Muhammad Alamsyah (Aji Geger) 1703 – 1726
- … La Madukelleng (Arung Matoa de Wajo en pays bugis) 1726 – 1736
- Sultan Sepuh I Alamsyah (Aji Negara) 1736 – 1766
- Sultan Ibrahim Alam Syah (Aji Sembilan) 1766 – 1786
- Ratu (reine) Agung 1786 – 1788
- Sultan Dipati Anom Alamsyah (Aji Dipati) 1788 – 1799
- Sultan Sulaiman II Alamsyah (Aji Panji) 1799 – 1811
- Sultan Ibrahim Alamsyah (Aji Sembilan) 1811 – 1815
- Sultan Mahmud Han Alamsyah (Aji Karang) 1815 – 1843
- Sultan Adam II Aji Alamsyah (Aji Adil) 1843 – 1853
- Sultan Sepuh II Alamsyah (Aji Tenggara) 1853 – 1875
- Pangeran (prince) Aji Inggu, prince héritier, fils du sultan Sepuh II Alamsyah 1875 – 1876
- Sultan Abdur Rahman Alamsyah (Aji Timur Balam), fils du sultan  Adam II Aji Alamsyah 1876 – 1896
- Sultan Muhammad Ali (Aji Tiga), fils du sultan Mahmud Han Alamsyah 1876 – 1898
- … 1898 – 1899
- Sultan Ibrahim Chaliluddin (Adjie Medje) 1899 – 1908